# 中華職籃選秀
下列為中華職籃歷年選秀。

## 1994年
洋將選秀
1994年2月23日，12位參加中華職籃選秀的外籍球員抵達臺灣，下塌環亞飯店。2月26日與27日於台北體專體育館舉辦兩場選秀對抗賽。2月28日舉行選秀會，最終13位有6位中選。
|        | 幸福   | 新瑞   | 裕隆 | 宏國   |
| ------ | ------ | ------ | ---- | ------ |
| 第一輪 | 鄧大德 | 甘羅   | 放棄 | 史凱   |
| 第二輪 | 放棄   | 戴大維 | 放棄 | 鄧艾瑞 |
| 第三輪 | 放棄   | 鮑奇男 | 放棄 | 放棄   |

## 1995年
新人選秀
1995年7月24日，在中山女高舉辦選秀測試會，而報名名單中僅有的兩名的甲組球員未參加，林高雄雖然有報到，但當場被不具有選秀權的新軍中興電工挖角。7月25日，舉行選秀會，傅大武在第一輪第一順位獲得幸福豹青睞。

## 1996年
新人選秀
各隊擁有一名優先指名權，中選球員月薪新臺幣六萬元起跳。7月22日，舉辦選秀會，各球團優先指名球員為：宏國賈凡、幸福徐涌譯、泰瑞翁金驊、宏福陳文宗、達欣鍾一鳴，裕隆放棄，8位參加選秀者有5位中選。
|        | 達欣   | 宏福   | 泰瑞   | 幸福 | 裕隆 | 宏國 |
| ------ | ------ | ------ | ------ | ---- | ---- | ---- |
| 第一輪 | 鄭天柱 | 劉嘉發 | 葛世中 | 放棄 | 放棄 | 放棄 |
| 第二輪 | 放棄   | 馬肇明 | 林俊賢 | 放棄 | 放棄 | 放棄 |

## 1997年
新人選秀
1997年10月8日，舉辦選秀會，共有10名球員完成報名，但楊哲宜與陳暉無法在當天中午之前提出休學證明，剩八人參加選秀，最終有四人中選。
|        | 達欣   | 宏福 | 幸福 | 戰神   | 裕隆   | 宏國 |
| ------ | ------ | ---- | ---- | ------ | ------ | ---- |
| 第一輪 | 巫駿揚 | 放棄 | 放棄 | 黃匡倫 | 吳偉誠 | 放棄 |
| 第二輪 | 黃忠仁 | 放棄 | 放棄 | 放棄   | 放棄   | 放棄 |

洋將選秀
各隊職籃四年洋將除非是職籃三年舊有洋將，否則都須經過選秀途徑加盟。中選洋將月薪限制在4000至6000美元。最終選秀會有13人中選，宏國一人未選，裕隆選四人，戰神與宏福各三人，幸福兩人，達欣一人。
|        | 達欣 | 宏福   | 幸福   | 戰神 | 裕隆     | 宏國 |
| ------ | ---- | ------ | ------ | ---- | -------- | ---- |
| 第一輪 | 霍福 | 羅德斯 | 強森   | 崔曼 | 李斯     | 放棄 |
| 第二輪 | 放棄 | 葛利芬 | 朱利安 | 希爾 | 肯納     | 放棄 |
| 第三輪 | 放棄 | 瓊斯   | 放棄   | 馬丁 | 伊普斯   | 放棄 |
| 第四輪 | 放棄 | 放棄   | 放棄   | 放棄 | 崔特雷特 | 放棄 |

## 1998年
洋將選秀
1998年1月12日，舉辦選秀會。
- 達欣：賴瑞
- 宏福：歐迪爾、湯尼、布蘭登、布恩
- 戰神：拉思它
- 宏國：恩尼
- 裕隆：泰德、瓦恩、史恩

新人選秀
各隊擁有一名優先指名權。1998年8月22日，在中山女高舉行選秀測試會，有17人符合測試資格，當中15人參加測試會，僅劉富生通過測試。8月23日，舉辦選秀會，各球團優先指名球員為：達欣喬翔龍、幸福楊志豪、戰神李啟億、宏國周俊雄，而無球隊指名劉富生導致該屆選秀狀元從缺。
洋將選秀
1998年9月28日，舉辦選秀會，有九名球員中選，狀元為海斯頓，榜眼為柯瑞，探花是金恩，達欣除了海斯頓外，還挑走馬林，宏福則選走狄蒙、柯瑞與羅斯，幸福只青睞金恩，裕隆看中伊文斯與豪爾，宏國選擇布魯斯，選秀會上未選人的戰神簽下第一回合測試遭淘汰的華裔球員布萊恩。

## 2000年
實力平衡選秀
各隊保留名單：
- 裕隆：陳信安、吳志偉、周泓諭、邱啟益、邱宗志
- 幸福：賴國弘、林信華、陳志忠、徐涌譯、楊玉明
- 宏國：周俊三、羅興樑、黃春雄、邱德治、劉義祥
- 戰神：林佳皇、李啟億、陳暉、陳澤銘、顏行書
- 宏福：朱志清、熊仁正、尚韋帆、范瑪泰、廖偉成

宏福將原屬戰神的范瑪泰列入保留名單，需放棄選秀會上第一輪前四順位。未被列入保留名單的球員與自行報名選秀的球員共計49人。第一輪選秀順序為宏國、戰神、幸福、裕隆、宏福。9月4日，舉行選秀會，共有32人獲選。
| [ 36 ] | 宏國   | 戰神   | 幸福   | 裕隆     | 宏福   |
| ------ | ------ | ------ | ------ | -------- | ------ |
| 第一輪 | 葛家祥 | 楊哲宜 | 洪一全 | 黃寶賜   | 林建平 |
| 第二輪 | 花金國 | 宋濤   | 鍾孝慈 | 東方介德 | 吳政道 |
| 第三輪 | 張雅棠 | 桑茂森 | 孫國昌 | 郭天龍   | 林哲維 |
| 第四輪 | 黃家興 | 王立彬 | 吳憲政 | 張憲銘   | 吳正   |
| 第五輪 | 何俊明 | 周海容 | 馬肇明 | 魏永泰   | 張宗樺 |
| 第六輪 | 放棄   | 林正達 | 放棄   | 陳國文   | 張志豪 |
| 第七輪 | 不適用 | 宋傑   | 不適用 | 錢韋成   | 放棄   |
| 第八輪 | 不適用 | 放棄   | 不適用 | 楊開元   | 不適用 |
| 第九輪 | 不適用 | 不適用 | 不適用 | 李皓     | 不適用 |